# Teodota
Teodota (en llatí Theodota, en grec antic Θεοδότη) va ser una cortesana (hetera) atenenca una de les persones més cèlebres en el seu ofici de tota Grècia, segons Libani.
Era un dels interlocutors en un dels diàlegs de Xenofont (Memorabilia) que en dona alguna informació sobre ella. Es va emparellar amb Alcibíades i a la mort d'aquest va dirigir els ritus funeraris, segons Ateneu de Nàucratis.